# Bidatsu
Bidatsu (敏達天皇 (Bidatsu-tennō?), che regnò col nome Nunakura no Futotamashiki (渟中倉太珠敷); 538 – Sakurai, 14 settembre 585) è stato il 30º imperatore del Giappone secondo il tradizionale ordine di successione.
Gli eventi e le date che lo riguardano sono riportate negli Annali del Giappone (Nihongi o Nihonshoki?, 日本紀) e nelle Cronache degli antichi eventi (Kojiki?, 古事記), testi che furono compilati all'inizio dell'VIII secolo.

## Biografia
Era il secondo figlio dell'imperatore Kinmei, che questi ebbe da Iwahime, figlia dell'imperatore Senka. Secondo gli annali giapponesi Nihongi, il suo nome era Nunakura no Futotamashiki (渟中倉太珠敷). Nel 569 fu nominato principe ereditario dal padre, al quale succedette tre giorni dopo la morte, avvenuta nel 572. Regnò fino al 585, quando morì dopo aver contratto il vaiolo.
Gli fu attribuito molto tempo dopo la morte l'attuale titolo imperiale di "sovrano celeste" (tennō?, 天皇), che secondo buona parte della storiografia fu introdotto per il regno dell'imperatore Tenmu. Il suo titolo fu "grande re che governa tutto quanto sta sotto il cielo" (Sumeramikoto o Amenoshita Shiroshimesu Ōkimi?, 治天下大王), oppure anche "grande re di Yamato" (ヤマト大王/大君).
I clan dell'antica provincia di Yamato, che corrisponde all'attuale prefettura di Nara, costituirono il regno che, nel periodo Kofun (250-538), si espanse conquistando buona parte dei territori delle isole di Honshū, Kyūshū e Shikoku. A seguito di tali conquiste, ai sovrani di Yamato fu riconosciuto il titolo di "grande re" (Ōkimi?, 大王) di Yamato. Fu solo a partire dal VII secolo che il "grande regno" venne chiamato impero, ed il titolo di imperatore fu esteso a tutti i sovrani precedenti della dinastia.
In base alla credenza che risiedere dove il precedente imperatore era morto fosse di cattivo auspicio, Bidatsu spostò la capitale da Asuka-kyō alla vicina Kōriō, dove fece costruire il palazzo Kudara no Ohi. Tre anni dopo spostò nuovamente la corte, andando a stabilirsi nel nuovo palazzo Osata no Sakitama di Sakurai. Queste tre località sorgono nel raggio di una decina di chilometri l'una dall'altra, nell'antica provincia di Yamato.
Il suo regno fu caratterizzato, come quelli immediatamente precedenti e successivi, dalle lotte per il potere tra il clan Soga, il cui capo deteneva il titolo di "grande ministro" (Ōomi?, 臣), ed il clan Mononobe, il cui capo aveva il titolo di "maestro cerimoniere di corte" (Ōmuraji?) e monopolizzava il comando dell'esercito. Tali lotte, che durarono oltre un secolo, avevano anche una matrice religiosa, con i Soga che tentavano di diffondere a corte il buddhismo, avversati dai Mononobe, che si battevano in nome dello shintoismo assieme al clan Nakatomi, i cui membri erano i Muraji maestri cerimonieri dei sacri riti shinto a corte.
Il titolo di Ōomi fu conferito a Soga no Umako, figlio del precedente Ōomi Soga no Iname. Umako avrebbe lentamente esteso la sua influenza a corte fino a divenire, durante il regno del successore di Bidatsu, l'imperatore Yōmei, l'indiscusso mattatore dell'intero scenario politico del paese. Durante il regno di Bidatsu si adoperò per la diffusione del buddhismo, fondando alcuni templi e garantendo sussistenza ai monaci.
Nel campo della politica estera, Bidatsu ristabilì le relazioni diplomatiche e commerciali con Baekje e Silla, due dei tre regni di Corea. In politica interna, fece sopprimere una rivolta degli Emishi, avvenuta ai confini settentrionali del paese.
Il re di Baekje, in segno di amicizia, spedì a Bidatsu una statua di Buddha, diversi libri sacri e alcuni monaci per diffondere il buddhismo nel paese. Bidatsu accettò e, inizialmente, fece osservare a corte i precetti di tale religione, ma subito dopo si propagò una grave epidemia di vaiolo. Come già era successo durante il regno di Kinmei, i membri dei clan Mononobe e Nakatomi diffusero a corte l'idea che le divinità shintoiste, i Kami, stessero punendo il paese per aver abbracciato il nuovo credo. Fu concesso al potente Soga no Umako di continuare a professare la sua religione, ma venne gettata nel fiume la statua, furono distrutti i libri e puniti i monaci buddhisti.
Ciò non salvò Bidatsu dall'epidemia di vaiolo. Dopo averlo contratto, morì tra atroci sofferenze nel 585.
Le sue spoglie sono custodite nel mausoleo Kawachi no Shinaga no naka no o no misasagi a lui dedicato, che si trova ad Osaka.

## Discendenza
Secondo i famosi testi (Nihongi e Gukanshō) , Bidatsu ebbe quattro consorti e da loro ebbe 16 figli (6 figli e 10 figlie).
- Principessa Hiro Hime, divenne imperatrice consorte nel 572 e morì nel 575 ; gli diede tre figli:
  - Principessa Sakanobori
  - Principessa Uji no Shitsukahi
  - Principe Oshisako no Hikohito no Oe, che fu il nonno dell'imperatrice Kōgyoku e degli imperatori Kōtoku e Jomei)., born 593
- Principessa Ominako no Iratsume (Kusu Kimi no Iratsuko), seconda consorte, che gli diede 4 figli:
  - Principe Naniha
  - Principe Kasuga
  - Principessa Kuwada
  - Principe Ohomata
- Principessa Unako no Otoshi, terza consorte, che gli diede 2 figlie:
  - Principessa Futohime
  - Principessa Nukate Hime
- Principessa Nukatabe, sua sorellastra e nuova imperatrice consorte nel 576, dopo la morte di Hiro Hime. Nel 576, sarà la prima donna a divenire tennō e prenderà il nome Suiko. Gli diede 7 figli:
  - Principessa Uji no Shitsukahi, che diverrà la sposa del venerato principe Shōtoku
  - Principe Takeda
  - Principessa Woharida
  - Principessa Umori
  - Principe Wohari
  - Principessa Tame, che sposerà il nipote, l'imperatore Jomei
  - Principessa Sakurawi no Yumihari.